# Đường lên đỉnh Olympia năm thứ 6
Đường lên đỉnh Olympia năm thứ 6, thường được gọi tắt là Olympia 6 hay O6 là năm thứ sáu của cuộc thi Đường lên đỉnh Olympia dành cho học sinh trung học phổ thông do Đài Truyền hình Việt Nam tổ chức. Cuộc thi năm thứ 6 được phát sóng trên kênh VTV3 từ ngày 26 tháng 9 năm 2004 và kết thúc với trận chung kết được truyền hình trực tiếp vào ngày 2 tháng 10 năm 2005. Tùng Chi là người dẫn chương trình cho đến hết Quý 1, khi được thay thé bởi cặp MC Quốc Hiệp và Kiều Anh. Đây là lần duy nhất MC Quốc Hiệp đảm nhận vai trò dẫn dắt chương trình này.
Nhà vô địch của năm thứ 6 là Lê Vũ Hoàng đến từ Trường Trung học phổ thông số 1 Bố Trạch, Quảng Bình.

## Luật chơi
Một chương trình gồm có bốn phần thi:

### Khởi động
Thi sinh trả lời nhanh các câu hỏi với số lượng không hạn chế trong vòng 1 phút, mỗi câu trả lời đúng được 10 điểm. Phần thi sẽ kết thúc khi hết giờ hoặc nếu trả lời sai/bỏ qua 5 câu liên tiếp dù còn thời gian (trừ trận chung kết).

### Vượt chướng ngại vật
Có 8 từ hàng ngang, trong đó mỗi từ có chứa 1 hoặc nhiều chữ cái để lập thành một từ chìa khoá mà các thí sinh phải đi tìm. Mỗi thí sinh sẽ có 2 lượt lựa chọn từ hàng ngang. Trong vòng 15 giây, bốn thí sinh cùng trả lời bằng máy tính. Trả lời đúng được 10 điểm, đồng thời các chữ cái, chữ số và dấu của từ hàng ngang được tô đỏ sẽ xuất hiện trong từ chìa khoá.
Thí sinh có quyền bấm chuông trả lời từ chìa khoá bất cứ lúc nào. Trả lời đúng từ chìa khóa được 40 điểm. Nếu hết cả tám từ hàng ngang mà không ai có câu trả lời cho từ chìa khóa, MC sẽ đưa ra gợi ý cuối cùng. Trả lời đúng từ chìa khóa sau khi MC đưa ra gợi ý cuối cùng sẽ chỉ nhận được 20 điểm. Nếu trả lời sai từ chìa khóa, thí sinh sẽ bị loại khỏi phần chơi này.
Điểm tối đa của phần thi là 120 điểm.

### Tăng tốc
Có 4 câu hỏi dưới dạng IQ (tìm quy luật, chuỗi logic, cái gì sai, giải nhanh...), mỗi câu hỏi các thí sinh cùng trả lời bằng máy tính trong vòng 30 giây. Mỗi câu trả lời đúng được 20 điểm. Điểm tối đa là 80 điểm.

### Về đích
Mỗi thí sinh có hai lượt lựa chọn gói câu hỏi với các mức 10, 20, 30 điểm. Thí sinh đang trong câu hỏi của mình phải đưa ra câu trả lời trong thời gian 5 giây. Nếu thí sinh không trả lời được câu hỏi thì các thí sinh còn lại có 5 giây để bấm chuông giành quyền trả lời. Nếu trả lời đúng, thí sinh bấm chuông giành quyền trả lời được cộng thêm số điểm của câu hỏi từ thí sinh vừa trả lời sai, nếu trả lời sai cả hai thí sinh đều không bị trừ điểm.
Mỗi thí sinh được quyền đặt ngôi sao hy vọng trong thời gian trả lời câu hỏi (có thể đặt lại ở câu hỏi tiếp theo sau khi đã đặt ở câu đầu tiên). Trả lời đúng được gấp đôi số điểm, trả lời sai bị trừ đi số điểm bằng số điểm của câu hỏi đặt ngôi sao hy vọng.
Điểm thưởng tối đa là 300 điểm.

## Chi tiết các trận đấu
| Màu sắc sử dụng trong các bảng kết quả                 |
| ------------------------------------------------------ |
| Thí sinh đạt giải nhất và trực tiếp lọt vào vòng trong |
| Thí sinh vào vòng trong với điểm nhì cao nhất          |
| Thí sinh Vô địch cuộc thi Chung kết Năm                |

### Trận 4: Tháng 1 Quý 1
Phát sóng: 10 giờ ngày 17 tháng 10 năm 2004
| Tên thí sinh     | Trường                            | Khởi động | VCNV | Tăng tốc | Về đích | Tổng điểm |
| ---------------- | --------------------------------- | --------- | ---- | -------- | ------- | --------- |
| Lê Thị Thu Huyền | THPT Cầm Bá Thước - Thanh Hóa     | 70        | 30   | 60       | 20      | 180       |
| Trần Quang Hưng  | THPT DL Bình Minh - Hà Tây        | 30        | 30   | 40       | 20      | 120       |
| Trần Thu Hồng    | THPT Tuần Giáo - Điện Biên        | 10        | 10   | 20       | 60      | 100       |
| Thân Nguyên Hậu  | THPT Chuyên Lý Tự Trọng - Cần Thơ | 70        | 40   | 80       | 70      | 260       |

### Trận 13: Quý 1
Phát sóng: 10 giờ ngày 19 tháng 12 năm 2004
| Tên thí sinh         | Trường                                             | Khởi động | VCNV | Tăng tốc | Về đích | Tổng điểm |
| -------------------- | -------------------------------------------------- | --------- | ---- | -------- | ------- | --------- |
| Trần Nguyễn Duy Thức | THPT Chuyên Trần Đại Nghĩa - Thành phố Hồ Chí Minh | 70        | 60   | 20       | 0       | 150       |
| Lê Ngọc Thọ          | THPT Chuyên Hùng Vương - Gia Lai                   | 50        | 50   | 40       | 40      | 180       |
| Thân Nguyên Hậu      | THPT Chuyên Lý Tự Trọng - Cần Thơ                  | 70        | 60   | 0        | 60      | 190       |
| Lê Thị Thu Huyền     | THPT Cầm Bá Thước - Thanh Hóa                      | 40        | 30   | 0        | 0       | 70        |

### Trận 53: Chung kết năm
| Tên thí sinh    | Trường                           | Khởi động | VCNV | Tăng tốc | Về đích | Tổng điểm |
| --------------- | -------------------------------- | --------- | ---- | -------- | ------- | --------- |
| Lê Vũ Hoàng     | THPT số 1 Bố Trạch, Quảng Bình   | 30        | 60   | 40       | 40      | 170       |
| Dương Phú Thái  | THPT Xuân Hoà, Vĩnh Phúc         | 40        | 50   | 20       | 0       | 110       |
| Thân Nguyên Hậu | THPT Chuyên Lý Tự Trọng, Cần Thơ | 50        | 20   | 20       | -30     | 60        |
| Nguyễn Hồng Đức | THPT Nhân Chính, Hà Nội          | 60        | 50   | 20       | -30     | 100       |

- Dẫn chương trình tại các điểm cầu: Võ Thuận Sơn (điểm cầu Quảng Bình), Vũ Thanh Hường (điểm cầu Vĩnh Phúc), Lại Bắc Hải Đăng (điểm cầu Hà Nội), Trần Quang Minh (điểm cầu Cần Thơ).